# Vedeževanje
Vedeževanje je postopek, v katerem se napovedujejo dogodki, ki se bodo zgodili v prihodnosti.

## Zgodovina vedeževanja
Nekatere oblike vedeževanja izhajajo že iz pradavnine. Verjeli so, da se da usoda razbrati z opazovanjem raznih znamenj, kot so npr. vedenje živali, vremenski vzorci in pojavi... Iz palic, kosti, amuletov in kamnov so si izdelali orodja, ki so služila kot pripomočki za priklic vizij.
Kitajska vedeževalska praksa sega do prazgodovine. Obstajajo najdbe in dokazi, ki govorijo o tem, da so Kitajci prihodnost napovedovali iz razpok na kosteh žrtvenih živali in želvjih oklepov, ki so jih segrevali z žarečim železom. Kitajski cesar Fuxi je postavil sistem osmih trigramov, za katere je dobil navdih z opazovanjem črt na hrbtu želve. Iz trigramov so kasneje izpeljali sistem heksagramov – Yijing.
Ljudstva iz severa Evrope so si vedeževala z runami. Rune so črke starih Germanov, skandinavskih narodov in anglosaksoncev. Prvi zapisi o runah izhajajo iz 3. st.n.š.
Stari Grki so se pred vsako pomembnejšo odločitvijo odpravili po nasvet v Apolonovo svetišče, preročišče Delfi. Svečenica Pitija je pod vplivom opojnih plinov, ki so izparevali iz zemeljske razpoke, padla v trans. V transu so se ji prikazovale vizije prihodnosti. Grški filozofi in matematiki so proučevali astrologijo. Znanje Babiloncev in Egipčanov so nadgradili in s tem postavili temelj srednjeveške arabske in zahodne astrologije. Uporaba prerokovalskih ved v starem Rimu je bila odvisna od trenutne vladajoče oblasti. Nekateri vladarji so prerokovalce podpirali in se z njimi posvetovali, drugi so jih preganjali, tudi s smrtnimi kaznimi. Pred izredno pomembnimi odločitvami, še posebej tistimi, ki so bile povezane z bitkami, pa je bilo priljubljeno prerokovanje iz drobovja zaklanih živali.

## Širjenje vedeževalskih tehnik
Širjenje vedeževalskega znanja skozi zgodovino je močno zavirala tudi nepismenost, tako da je bilo širjenje v veliki meri odvisno od ustnega izročila. Ko se je pismenost povečala, so začeli prevajati antična besedila in znanje o vedeževanju se je začelo širiti hitreje. 
Izum tiska je pripomogel, da je znanje o vedeževalskih tehnikah postalo dostopnejše, posledično so se začeli razvijati kompleksnejši sistemi. Ker je za tovrstna znanja veliko zanimanja, se lahko ljudje danes učijo in uporabljajo vedeževalske tehnike iz vsega sveta.

## Tehnike vedeževanja
Ena najbolj priljubljenih tehnik vedeževanja je vedeževanje iz kart ali kartomantika. Poznamo več vrst prerokovalnih kart, npr. tarot karte, ciganske karte. Za vedeževanje pa lahko uporabljamo tudi običajne igralne karte.
Astrologija je vedeževalska tehnika, ki temelji na izdelavi horoskopa. Horoskop se izdela za čas in kraj rojstva osebe, države ali dogodka.
Pri vedeževanju iz kavine usedline razlagamo pomen vzorcev, ki se pojavijo na usedlini. Vsak del skodelice ima svojo simboliko. Del okrog ročaja predstavlja spraševalca, del desno od ročaja predstavlja partnerstvo. Del proti dnu skodelice predstavlja preteklost, del proti zgornjemu robu pa predstavlja sedanjost in prihodnost.
S starodavno vedeževalsko tehniko Yijing odgovor na zastavljeno vprašanje poiščemo tako, da z žrebanjem rmanovih stebelc ali metanjem kovancev sestavimo heksagram. Opis in razlago izžrebanega heksagrama pa si preberemo v Knjigi premen.
Vedeževanje iz dlani ali hiromantika temelji na analizi poteka črt na rokah. Poleg črt pa je pomembna tudi čvrstost roke, stisk roke, blazinice na prstih.
Eden od načinov vedeževanja je gledanje v kristalno kroglo. Nekateri v kristalni krogli vidijo sence, drugim pa krogla služi kot pripomoček za umiritev uma in sprostitev.